# Grand Prix Kanady 2023
Grand Prix Kanady 2023 (oficiálně Formula 1 Pirelli Grand Prix du Canada 2023) se jela na okruhu Circuit Gilles Villeneuve v Montréalu dne 18. června 2023. Závod byl osmým v pořadí v sezóně 2023 šampionátu Formule 1.

## Kvalifikace
Kvalifikace se uskutečnila 17. června 2023 v 16:00 místního času (UTC-4). 
| Poř.                        | Č. | Jezdec           | Konstruktér                  | Časy v kvalifikaci | Časy v kvalifikaci | Časy v kvalifikaci | Pořadí na startu |
| Poř.                        | Č. | Jezdec           | Konstruktér                  | Q1                 | Q2                 | Q3                 | Pořadí na startu |
| --------------------------- | -- | ---------------- | ---------------------------- | ------------------ | ------------------ | ------------------ | ---------------- |
| 1                           | 1  | Max Verstappen   | Red Bull Racing-Honda RBPT   | 1:20.851           | 1:19.092           | 1:25.858           | 1                |
| 2                           | 27 | Nico Hülkenberg  | Haas-Ferrari                 | 1:22.730           | 1:20.305           | 1:27.102           | 5                |
| 3                           | 14 | Fernando Alonso  | Aston Martin Aramco-Mercedes | 1:21.481           | 1:19.776           | 1:27.286           | 2                |
| 4                           | 44 | Lewis Hamilton   | Mercedes                     | 1:21.554           | 1:20.426           | 1:27.627           | 3                |
| 5                           | 63 | George Russell   | Mercedes                     | 1:21.798           | 1:20.098           | 1:27.893           | 4                |
| 6                           | 31 | Esteban Ocon     | Alpine-Renault               | 1:22.114           | 1:20.406           | 1:27.945           | 6                |
| 7                           | 4  | Lando Norris     | McLaren-Mercedes             | 1:21.998           | 1:19.347           | 1:28.046           | 7                |
| 8                           | 55 | Carlos Sainz Jr. | Ferrari                      | 1:22.248           | 1:19.856           | 1:29.294           | 11               |
| 9                           | 81 | Oscar Piastri    | McLaren-Mercedes             | 1:22.190           | 1:19.659           | 1:31.349           | 8                |
| 10                          | 23 | Alexander Albon  | Williams-Mercedes            | 1:21.938           | 1:18.725           | Bez času           | 9                |
| 11                          | 16 | Charles Leclerc  | Ferrari                      | 1:21.843           | 1:20.615           |                    | 10               |
| 12                          | 11 | Sergio Pérez     | Red Bull Racing-Honda RBPT   | 1:22.151           | 1:20.959           |                    | 12               |
| 13                          | 18 | Lance Stroll     | Aston Martin Aramco-Mercedes | 1:22.677           | 1:21.484           |                    | 16               |
| 14                          | 20 | Kevin Magnussen  | Haas-Ferrari                 | 1:22.351           | 1:21.678           |                    | 13               |
| 15                          | 77 | Valtteri Bottas  | Alfa Romeo-Ferrari           | 1:22.332           | 1:21.821           |                    | 14               |
| 16                          | 22 | Júki Cunoda      | AlphaTauri-Honda RBPT        | 1:22.746           |                    |                    | 19               |
| 17                          | 10 | Pierre Gasly     | Alpine-Renault               | 1:22.886           |                    |                    | 15               |
| 18                          | 21 | Nyck de Vries    | AlphaTauri-Honda RBPT        | 1:23.137           |                    |                    | 17               |
| 19                          | 2  | Logan Sargeant   | Williams-Mercedes            | 1:23.337           |                    |                    | 18               |
| 20                          | 24 | Čou Kuan-jü      | Alfa Romeo-Ferrari           | 1:23.342           |                    |                    | 20               |
| 107 % času vítěze: 1:26.510 |    |                  |                              |                    |                    |                    |                  |
| Zdroj:                      |    |                  |                              |                    |                    |                    |                  |

Poznámky
1. ↑  Nico Hülkenberg obdržel penalizaci 3 míst za překročení rychlosti pod červenými vlajkami v třetí části kvalifikace.
2. ↑  Carlos Sainz Jr. obdržel penalizaci 3 míst za zablokování Pierra Gaslyho ve druhé části kvalifikace.
3. ↑  Lance Stroll obdržel penalizaci 3 míst za zablokování Estebana Ocona v první části kvalifikace.
4. ↑  Júki Cunoda obdržel penalizaci 3 míst za zablokování Nica Hülkenberga ve druhé části kvalifikace.
5. ↑  Jelikož kvalifikace proběhla na mokré trati, nebylo pravidlo 107 % platné.

## Závod
Závod se uskutečnil 18. června 2023 ve 14:00 místního času (UTC-4). 
| Poř.                                                                               | No. | Jezdec           | Konstruktér                  | Počet kol | Čas/Odstoupení | Start | Body |
| ---------------------------------------------------------------------------------- | --- | ---------------- | ---------------------------- | --------- | -------------- | ----- | ---- |
| 1                                                                                  | 1   | Max Verstappen   | Red Bull Racing-Honda RBPT   | 70        | 1:33:58.348    | 1     | 25   |
| 2                                                                                  | 14  | Fernando Alonso  | Aston Martin Aramco-Mercedes | 70        | +9.570         | 2     | 18   |
| 3                                                                                  | 44  | Lewis Hamilton   | Mercedes                     | 70        | +14.168        | 3     | 15   |
| 4                                                                                  | 16  | Charles Leclerc  | Ferrari                      | 70        | +18.648        | 10    | 12   |
| 5                                                                                  | 55  | Carlos Sainz Jr. | Ferrari                      | 70        | +21.540        | 11    | 10   |
| 6                                                                                  | 11  | Sergio Pérez     | Red Bull Racing-Honda RBPT   | 70        | +51.028        | 12    | 9    |
| 7                                                                                  | 23  | Alexander Albon  | Williams-Mercedes            | 70        | +1:00.813      | 9     | 6    |
| 8                                                                                  | 31  | Esteban Ocon     | Alpine-Renault               | 70        | +1:01.692      | 6     | 4    |
| 9                                                                                  | 18  | Lance Stroll     | Aston Martin Aramco-Mercedes | 70        | +1:04.402      | 16    | 2    |
| 10                                                                                 | 77  | Valtteri Bottas  | Alfa Romeo-Ferrari           | 70        | +1:04.432      | 14    | 1    |
| 11                                                                                 | 81  | Oscar Piastri    | McLaren-Mercedes             | 70        | +1:05.101      | 8     |      |
| 12                                                                                 | 10  | Pierre Gasly     | Alpine-Renault               | 70        | +1:05.249      | 15    |      |
| 13                                                                                 | 4   | Lando Norris     | McLaren-Mercedes             | 70        | +1:08.363      | 7     |      |
| 14                                                                                 | 22  | Júki Cunoda      | AlphaTauri-Honda RBPT        | 70        | +1:13.423      | 19    |      |
| 15                                                                                 | 27  | Nico Hülkenberg  | Haas-Ferrari                 | 69        | +1 kolo        | 5     |      |
| 16                                                                                 | 24  | Čou Kuan-jü      | Alfa Romeo-Ferrari           | 69        | +1 kolo        | 20    |      |
| 17                                                                                 | 20  | Kevin Magnussen  | Haas-Ferrari                 | 69        | +1 kolo        | 13    |      |
| 18                                                                                 | 21  | Nyck de Vries    | AlphaTauri-Honda RBPT        | 69        | +1 kolo        | 17    |      |
| Ret                                                                                | 63  | George Russell   | Mercedes                     | 53        | Brzdy          | 4     |      |
| Ret                                                                                | 2   | Logan Sargeant   | Williams-Mercedes            | 6         | Únik oleje     | 18    |      |
| Nejrychlejší kolo: Sergio Pérez (Red Bull Racing-Honda RBPT) – 1:14.481 (70. kolo) |     |                  |                              |           |                |       |      |
| Zdroj:                                                                             |     |                  |                              |           |                |       |      |

Poznámky
1. ↑  Včetně bodu za nejrychlejší kolo.
2. ↑  Lando Norris skončil devátý, ale obdržel penalizaci 5 sekund za nesportovní chování.

## Průběžné pořadí po závodě
|        | Pořadí | Jezdec           | Body |
| ------ | ------ | ---------------- | ---- |
|        | 1      | Max Verstappen   | 195  |
|        | 2      | Sergio Pérez     | 126  |
|        | 3      | Fernando Alonso  | 117  |
|        | 4      | Lewis Hamilton   | 102  |
| 1      | 5      | Carlos Sainz Jr. | 68   |
| Zdroj: |        |                  |      |

|        | Pořadí | Konstruktér                  | Body |
| ------ | ------ | ---------------------------- | ---- |
|        | 1      | Red Bull Racing-Honda RBPT   | 321  |
|        | 2      | Mercedes                     | 167  |
|        | 3      | Aston Martin Aramco-Mercedes | 154  |
|        | 4      | Ferrari                      | 122  |
|        | 5      | Alpine-Renault               | 44   |
| Zdroj: |        |                              |      |